# Portugalös
Portugalös (portugisiska portuguez) var ett portugisiskt guldmynt motsvarande 10 cruzados, med en vikt av 39,2 gram som präglades 1499–1557.
Portugalösen efterpräglades i norra Europa och blev här omkring 10 dukater. I Sverige kallas vanligen Johan III:s praktmynt om 10 och 5 dukater för hela och halva portugalöser. I Danmark slogs portugalösmynt under början av Kristian IV:s regering. I Tyskland framträdde portugalöser i form av bankportugalöser särskilt i Hamburg från mitten av 1500-talet fram till slutet av 1600-talet.